# シェスロン・ルーカス・リマ・サンタナ
シェスロン（Sheslon）ことシェスロン・ルーカス・リマ・サンタナ（ポルトガル語: Sheslon Lucas Lima Santana、1987年1月4日 - ）は、ブラジルのサッカー選手。ポジションはDF。